# Medusa (sous-marin, 1931)
Pour les articles homonymes, voir Medusa et Medusa (sous-marin).
Le Medusa est un sous-marin de la classe Argonauta (sous-classe de la Serie 600, en service dans la Regia Marina lancé au début des années 1930 et ayant servi pendant la Seconde Guerre mondiale.

## Caractéristiques
La classe Argonauta est dérivée des anciens sous-marins de la classe Squalo, qui ont déplacé 660 tonnes en surface et 813 tonnes en immersion. Les sous-marins mesuraient 61,5 mètres de long, avaient une largeur de 5,7 mètres et un tirant d'eau de 4,7 mètres. Ils avaient une profondeur de plongée opérationnelle de 80 mètres. Leur équipage comptait 44 officiers et hommes d'équipage.
Pour la navigation de surface, les sous-marins étaient propulsés par deux moteurs diesel CRDA de 615 chevaux (452 kW), chacun entraînant un arbre d'hélice. En immersion, chaque hélice était entraînée par un moteur électrique CRDA de 400 chevaux-vapeur (298 kW). Ils pouvaient atteindre 14 noeuds (26 km/h) en surface et 8 noeuds (15 km/h) sous l'eau. En surface, la classe Argonauta avait une autonomie de 3 180 milles nautiques (5 889 km) à 10,5 noeuds (19,4 km/h). En immersion, elle avait une autonomie de 110 milles nautiques (203 km) à 3 noeuds (5,6 km/h).
Les sous-marins étaient armés de six tubes lance-torpilles de 53,3 centimètres (21 pouces), quatre à l'avant et deux à l'arrière, pour lesquels ils transportaient un total de 12 torpilles. Ils étaient également armés d'un seul canon de pont 102/35 Model 1914 à l'avant de la tour de contrôle (kiosque) pour le combat en surface. Leur armement anti-aérien consistait en deux mitrailleuses Breda Model 1931 de 13,2 mm.

## Construction et mise en service
Le Medusa est construit par le chantier naval Cantieri Riuniti dell'Adriatico (CRDA) de Monfalcone en Italie, et mis sur cale le 30 novembre 1929. Il est lancé le 10 décembre 1931 et est achevé et mis en service le 8 octobre 1932. Il est commissionné le même jour dans la Regia Marina.

## Historique
Une fois en service, le Medusa est stationné à Messine.
En 1934, il effectue un long voyage d'entraînement dans le bassin oriental de la Méditerranée.
En 1935, il change de base pour celle de Leros, puis est à nouveau transféré à Messine après un an.
Plus tard, il est affecté au 72e Escadron de sous-marins (VIIe Groupe) à Cagliari, et ce est donc à l'entrée de l'Italie dans la Seconde Guerre mondiale,..
Il a effectué sa première mission (offensive) de la guerre près d'Ajaccio, retournant à Cagliari le 14 juin 1940 sans avoir vu d'unités ennemies,.
Le 24 septembre, se dirigeant vers sa zone (au large de Philippeville) sous le commandement du capitaine de corvette Enzo Grossi, il est la cible d'une attaque d'un hydravion Short Sunderland, qu'il repousse et endommage,.
Le 9 novembre 1940, il part de Cagliari, en direction des eaux qui font face à l'île de La Galite, avec quatre autres sous-marins, en opposition à l'opération britannique "Coat" (avec divers objectifs, parmi lesquels l'envoi de navires de guerre de Gibraltar à Alexandrie, d'un convoi à Malte et en Grèce, l'attaque à la torpille contre Tarente et l'attaque de convois italiens en Basse Adriatique), mais il revient sans avoir détecté d'unités ennemies.
Il a ensuite été employé le long des côtes algériennes.
En tout, de juin 1940 à mars 1941, il a accompli dix missions, toutes infructueuses.
Le 5 mars 1941, il est affecté à l'école de sous-marins de Pula, pour laquelle il effectue diverses missions d'entraînement.
Le 30 janvier 1942, sous le commandement du capitaine de corvette Enrico Bertarelli, il revient d'une mission d'entraînement dans le golfe de Carnaro, plus précisément entre Cres et la côte istrienne (sur les 60 hommes à bord, 27 - 6 officiers et 21 sous-officiers et marins - étaient stagiaires) avec le navire à vapeur Grado, avec le sous-marin Goffredo Mameli et avec le vieux torpilleur Insidioso, a été aperçu par le sous-marin anglais HMS Thorn (N11), qui a fait surface et, à une distance de un kilomètre, a lancé quatre torpilles, sur lui.
Trois des torpilles ont été évités grâce à des manœuvres d'évitement, mais la dernière torpille a frappé à 14h05. Le Medusa a coulé en une dizaine de secondes à la position géographique de 44° 45′ N, 13° 36′ E, à environ un kilomètre de l'île de Fenera,. Sur le pont, il y a sept hommes, tous officiers. Parmi ceux-ci, le commandant Bertarelli, blessé, tente de sauver certains membres de l'équipage, mais il est traîné par le fond par la succion du mouvement du sous-marin. Trois autres sont tués par l'explosion ou se sont noyés, et seuls trois blessés, jetés à la mer par l'explosion, sont secourus par le vapeur Carlo Zeno arrivé sur les lieux (un des trois survivants, l'enseigne Arturo Fei, est mort de ses blessures à l'hôpital de Pola). Le lieutenant de vaisseau Gaetano Arezzo della Targia est un des deux seuls survivants de cette attaque.
Le reste de l'équipage - 53 hommes - a coulé avec le sous-marin. Mais 14 d'entre eux sont restés en vie, coincés dans un compartiment arrière, pouvant communiquer avec les sauveteurs au moyen de la bouée téléphonique. Dans la pièce, la lumière s'est éteinte, l'eau filtrait du compartiment adjacent (celui des moteurs diesel) et l'air était très vicié.
Les sauvetages ont été immédiatement activés. Le 31 à 1h20 du matin, le sous-marin Otaria a commencé à pomper de l'air (au moyen de tuyaux reliés par des plongeurs quatre-vingt-dix minutes auparavant), mais pour le reste de la nuit, les opérations ont dû être suspendues en raison du mauvais temps (qui avait également provoqué la rupture du câble téléphonique). Le lendemain matin, le ponton GA. 141 (lancé depuis Pula) a essayé d'exploiter le sous-marin, mais il a dû s'éloigner à cause de la mer agitée et se réfugier dans un bras de mer, précédé par les plus petites unités.
À sept heures du soir le même jour, l'ancre du Otaria perd sa prise sur le fond. Les tuyaux d'air se sont déchirés et le sous-marin - la seule unité restante pour aider les survivants du Médusa - a dû s'éloigner.
La tempête s'est poursuivie les 2 et 3 février, et lorsque, le 4, il est enfin possible de reprendre les tentatives de sauvetage, il ne reste plus rien à faire.
Au total, le Medusa avait effectué 10 missions offensives-exploratoires et 9 missions de transfert, pour un total de 6 311 milles nautiques (11 687 km) en surface et 578 milles nautiques 1 070 km) sous l'eau.
Vers le milieu de l'année 1943 commencèrent les opérations de sauvetage de l'épave, qui est coupée en deux parties. Les deux parties sont ramenées à la surface le 15 juin et la récupération des corps est effectuée. La section avant est démantelée, tandis que la section arrière, également chargée sur un ponton, s'est retrouvée à l'eau et a coulé juste à l'extérieur du port de Pula en raison d'une erreur.
La partie arrière de Medusa (environ 25 mètres de long) repose sur un fond marin d'environ 40 mètres, près de Punta Verudela.